# Jan Kenis
Jan Kenis (Sint-Lenaarts, 29 augustus 1920 - Brecht, 20 mei 2014) was een Belgisch politicus.

## Levensloop
Kenis was schepen te Sint-Lenaarts. Toen burgemeester August Kerstens in 1975 in opspraak kwam, werd Kenis er aangesteld als dienstdoend burgemeester. Deze functie oefende hij uit tot de beëdiging van Adriaan Bevers in februari 1946.
Kenis overleed in WZC Sint-Maria te Brecht. Zijn uitvaartplechtigheid vond plaats in de Sint-Leonarduskerk in zijn geboortedorp.